# Dzvileti
Dzvileti (en georgiano: ძვილეთი) o Ziuuat (en osetio: Зиууат) es una aldea que pertenece a la parcialmente reconocida República de Osetia del Sur, parte del distrito de Znaur, aunque de iure pertenece al municipio de Tighvi de la región de Iberia Interior de Georgia.

## Geografía
Dzvileti se encuentra entre los ríos Shua Froni y Froni Oriental, a 9 km de Kornisi. 

## Historia
De 1922 a 1990, formó parte del distrito de Znaur del óblast autónomo de Osetia del Sur, siendo de mayoría osetia. De 1990 a 2006, formó parte del raión de Kareli y, desde 2006, forma parte del municipio de Tighva.  
Tras la huida de la población osetia a principios de la década de 1990, la aldea estuvo habitada principalmente por georgianos. En mayo de 2007, las fuerzas de paz descubrieron una ametralladora antiaérea ZU-23-2 y un MANPADS Strela-2M en las afueras de la aldea. Las armas se encontraron junto a una tienda de campaña donde se encontraban tres personas que se presentaron como empleados del departamento de policía de Osetia del Sur.
La autoproclamada República de Osetia del Sur tomó el control del asentamiento tras la guerra ruso-georgiana de agosto de 2008. Tras la guerra, la población georgiana huyó con las tropas georgianas hacia el interior de Georgia. 

## Demografía
La evolución demográfica de Dzvileti entre 1939 y 2015 fue la siguiente:
| 270                                                      | 163 | 119 | 98 | 97 | 47 |
| (Fuente: Population of South Ossetia since Soviet times) |     |     |    |    |    |

Según el censo soviético de 1959, la mayoría de la población local eran osetios.  En los distintos censos, la composición étnica del pueblo es la siguiente:
|              | 1989      | 1989       |
| Grupo étnico | Población | Porcentaje |
| ------------ | --------- | ---------- |
| Georgianos   | 42        | 44%        |
| Osetios      | 45        | 56%        |
| Total        | 97        | 100%       |